# Ramsan Chadschijew
Ramsan Chadschijew (russisch Рамзан Хаджиев; * 14. November 1955 in der Kasachischen SSR; † 11. August 1996 in der Nähe von Grosny) war ein tschetschenischer Journalist und Fernsehkorrespondent, der meistens in Nordkaukasus stationiert und tätig war. Ramsan Chadschijew war später der Leiter des russischen Fernsehsenders ORT in Tschetschenien.

## Leben
Chadschijew leistete seinen Dienst bei der Roten Armee und absolvierte danach sein Studium in Riga. Nachdem er aus Tschetschenien weg gegangen war und in Russland als Journalist gearbeitet hatte, war er noch bei den russischen Fernsehsender NTW tätig. Anfang der 1990er Jahre wurde er von seinem neuen Arbeitgeber ORT in die Kriegsregion nach Tschetschenien versetzt. Als der erste Tschetschenien-Krieg ausbrach, plante Chadschijew aus der russischen Teilrepublik zu verschwinden. Am 11. August 1996 fuhr er, mit der Absicht Tschetschenien zu verlassen, mit seiner Familie als Beifahrer zum Schwarzen Meer, davor musste er einen Halt bei der Staatsgrenze machen. Die russischen Grenzsoldaten erlaubten ihm und seiner Familie weiter zu passieren. Schließlich erwähnte er ganz deutlich, dass er Journalist sei. Nach ca. 20 Minuten kam ein russischer Panzer um die Ecke und fing an, mit einem Maschinengewehr auf das Auto zu schießen. Chadschijew bekam 2 Kugeln in den Kopf, seine Familie blieb unverletzt. Der ORT berichtete, dass es sich bei den Attentätern um tschetschenische Rebellen handele, doch nach Zeugenaussagen waren es die russischen Soldaten, die das Feuer auf Chadschijew eröffneten.
Später haben seine Kollegen bestätigt, dass er zweimal von den Kugeln der russischen Bundessoldaten in den Kopf getroffen wurde. Der Fall wurde nie aufgeklärt und der ORT hat keine allgemeine Anfrage gestellt. Ramsan Chadschijew hinterließ eine Witwe und einen 4-jährigen Sohn.
Er war der 19. und der letzte Journalist, der im ersten Tschetschenien-Krieg starb.
Anfang 2011 wurde eine Straße in Grosny nach ihm benannt.